# حرب بلاك هوك

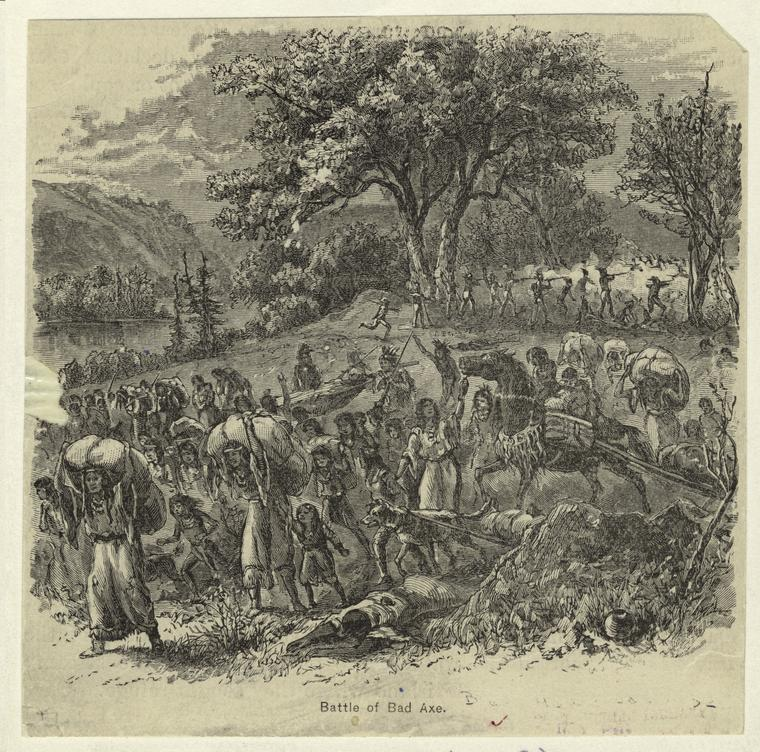
سكان الهنود الحمر شردوا أثناء معركة باد أكسي

إن حرب بلاك هوك كانت صراعًا قصيرًا خيض في عام 1832 بين الولايات المتحدة والأمريكيين الأصليين بقيادة بلاك هوك وهو زعيم من زعماء قبيلة سوك. واندلعت الحرب مباشرة بعد قيام بلاك هوك ومجموعة من أفراد قبائل السوك والميسك واكي والكيكابو، والمعروفين «بالفرقة البريطانية» بعبور نهر الميسيسيبي إلى داخل الولاية الأمريكية إلينوي في أبريل 1832. ولقد كانت دوافع بلاك هوك غير واضحة، ولكن كان يبدو أنه يأمل في تجنب سفك الدماء أثناء محاولته لإعادة الاستيطان على أراضي تم منحها للولايات المتحدة وفقًا لمعاهدة 1804 المتنازع عليها.
وكنتيجة لذلك قام المسؤولون الأمريكيون والذين كانوا مقتنعين بأن الفرقة البريطانية عدوانية بحشد جيش للمحاربة على الجبهة. ومع وجود القليل من جنود الجيش الأمريكي في المنطقة فكانت غالبية القوات الأمريكية تتكون من مليشيات تعمل بدوام جزئي وغير مدربة جيدًا. بدأ القتال في 14 مايو 1832 عندما فتحت الميليشيا النيران على وفد الأمريكيين الأصليين. واستجاب بلاك هوك بمهاجمة قوات الميليشيا، وهزمهم هزيمة ساحقة في معركة هروب ستيلمان. وقاد فرقته إلى موقع آمن في المكان الذي يعد الآن المناطق الجنوبية من ويسكونسن. طاردت القوات الأمريكية فرقة بلاك هوك، وقام الأمريكيون الأصليون بعمل هجمات على الحصون والمستوطنات. شارك بعض من محاربي قبائل هو تشنك وبوتا واتومي الذين وقع عليهم ظلم من الأمريكيين في هذه الهجمات، على الرغم من أن غالبية هذه القبائل حاولت تجنب الصراع. ودعمت قبائل مينوميني وداكوتا الأمريكيين، حيث كانوا بالفعل على خلاف مع قبائل السوك والميسك واكي.
ولقد حاولت القوات الأمريكية بقيادة الجنرال هنري أتكنسون، تعقب الفرقة البريطانية. ولحقت الميليشيا بقيادة كولونيل هنري دودج بالفرقة البريطانية في 21 يوليو وهزمتهم في معركة هضاب ويسكونسن. وتراجعت فرقة بلاك هوك نحو نهر الميسيسيبي حيث تم إضعافها بالجوع والموت وفرار بعضهم. وفي 2 أغسطس قام الجنود الأمريكيون بمهاجمة الأفراد المتبقين من الفرقة البريطانية في معركة باد أكس، حيث قتلوا وأسروا غالبيتهم. وهرب بلاك هوك والقادة الآخرون ولكن لاحقًا قاموا بالاستسلام وحبسوا لمدة عام.
عادةً ما يتم تذكر حرب بلاك هوك اليوم على أنها الصراع الذي أعطى أبراهام لينكون في شبابه فترة خدمته العسكرية الوجيزة. ومن المشاركين الأمريكيين البارزين الآخرين وينفيلد سكوت وزكاري تايلور وجيفرسون ديفيس. وقد أعطت الحرب الدافع للسياسة الأمريكية التي نادت بطرد الهنود، والتي تم الضغط بموجبها على قبائل الأمريكيين الأصليين لبيع أراضيهم والانتقال إلى غرب نهر الميسيسيبي.

## الخلفية
في القرن الثامن عشر كانت قبائل السوك والميسك واكي (أو الثعلب) وهي من قبائل الأمريكيين الأصليين يعيشون على ضفاف نهر الميسيسيبي حيث تقع الولايات الأمريكية إلينوي وآيوا الآن. ولقد أصبحت القبيلتان متقاربتين بعدما تم طردهما من منطقة البحيرات العظمى بسبب الصراعات مع فرنسا الجديدة وبعض قبائل الأمريكيين الأصليين الأخرى، وخاصة بعد الحروب التي تسمى بحروب فوكس (الثعلب) والتي انتهت في ثلاثينيات القرن الثامن عشر. وبحلول حرب بلاك هوك وصل تعداد السكان في القبيلتين إلى حوالي 6000 فرد.

## وصلات خارجية
- The Black Hawk War of 1832, Abraham Lincoln Historical Digitization Project
- Historic Diaries: Black Hawk War Documents, Wisconsin Historical Society